# Santia laevifrons
Santia laevifrons är en kräftdjursart som först beskrevs av Menzies1962.  Santia laevifrons ingår i släktet Santia och familjen Santiidae. Inga underarter finns listade i Catalogue of Life.